# Ghiacciaio DeVicq
Il ghiacciaio DeVicq è un ghiacciaio lungo oltre 60 km e largo circa 25 km alla bocca, situato sulla costa di Hobbs, nella parte occidentale della Terra di Marie Byrd, in Antartide. Il ghiacciaio, il cui punto più alto si trova a circa 1250 m s.l.m., fluisce in direzione nord scorrendo tra la dorsale di Ames, a ovest, e i monti McCuddin, a est, fino ad andare ad alimentare la piattaforma glaciale Getz, sfociando di fronte all'isola Grant.

## Storia
Il ghiacciaio DeVicq è stato dapprima fotografato durante ricognizioni aeree effettuate nel dicembre del 1940 da parte di membri del Programma Antartico degli Stati Uniti d'America ed è stato poi dettagliatamente mappato dallo United States Geological Survey grazie a ricognizioni terrestri dello stesso USGS e a fotografie aeree scattate dalla marina militare statunitense tra il 1959 e il 1961; in seguito è stato così battezzato dal Comitato consultivo dei nomi antartici in onore del tenente David Charles DeVicq, ingegnere a capo della realizzazione della nuova stazione Byrd tra il 1960 e il 1961.